# Honeymill Brook
Der Honeymill Brook ist ein Wasserlauf in Hampshire, England. Er entsteht südlich von Tadley und fließt in östlicher Richtung bis zu seiner Mündung in den Silchester Brook, der später seinen Namen zu Foudry Brook ändert.